# Марцелл I
Марце́лл, Марке́лл (лат. Marcellus I; ? — 16 января 309) — епископ Рима с 27 мая 308 года по 16 января 309 года.

## Биография
Обличал императора Галерия за жестокое отношение к христианам, был избит и сделан скотником. Будучи тайно освобождён, занялся поиском мощей. При Максенции был вновь схвачен и отправлен на скотный двор, где и умер. 
С именем папы Марцелла связаны имена ряда христианских святых, пострадавших в Риме в то время: диаконов Кириака и Сисиния, мученика Сатурнина и других. Мощи святого почивают в Риме, в храме Сан-Марчелло-аль-Корсо.

## Понтификат
В течение некоторого времени после смерти папы Марцеллина в 304 году гонения императора Диоклетиана против христиан продолжились. После отречения Диоклетиана в 305 году и провозглашения цезарем Максенция в октябре следующего года христиане Рима получили относительный мир. Тем не менее, прошло почти два года, прежде чем новый епископ Рима был избран. В 308 году, в соответствии с "Catalogus Liberianus", папа Марцелл впервые вошел в свой кабинет. Марцелл застал Церковь в состоянии сильной растерянности. Молитвенные дома и некоторые кладбища были конфискованы, а деятельность Церкви была прервана. В дополнение к этому, возникли разногласия внутри самой Церкви, вызванные большим количеством отступников, которые желали вернуться в лоно Церкви.
Согласно Liber Pontificalis, Марцелл разделил территориальную администрацию Церкви на двадцать пять округов (tituli), назначив в каждый пресвитера, который организовывал крещение и принимал покаяние отступников. Пресвитер был также ответственным за захоронения умерших и празднования памяти мучеников. Папа также заложил новые захоронения христиан, в частности, в Coemeterium Novellœ на Соляной дороге (напротив Катакомб Святой Присциллы).
Марцелл при Максенции был арестован и отправлен на скотный двор, где и умер. Это произошло в конце 308 или начале 309 года.

## Почитание
Его праздник отмечается 16 января, в соответствии с "Depositio episcoporum". Однако неизвестно, является ли эта дата датой его смерти или погребения его останков. Он был похоронен в катакомбах святой Присциллы.